# Бережница (Калушский район)
Бережница (укр. Бережниця) — село в Новицкой сельской общине Калушского района Ивано-Франковской области Украины.
Население по переписи 2001 года составляло 1011 человек. Занимает площадь 9,59 км². Почтовый индекс — 77353. Телефонный код — 03472.